# ГЕС Rätan
ГЕС Rätan — гідроелектростанція у центральній частині Швеції. Розміщена між ГЕС Тронгфорс (вище за течією) і ГЕС Turinge. Входить до складу каскаду на річці Юнган, яка впадає в Ботнічну затоку Балтійського моря біля міста Свартвік.
У межах проєкту, реалізованого у 1964—1968 роках, річку перекрили бетонною контрфорсною греблею висотою 28 метрів. Неподалік від неї облаштували підземний машинний зал, обладнаний двома турбінами типу Френсіс загальною потужністю 60 МВт, які при напорі у 61 метр забезпечують виробництво 238 млн кВт·год електроенергії на рік.
Відпрацьована вода повертається в Юнган через відвідний тунель довжиною 3,4 км.